# 查尔斯·悉尼·史密斯
查尔斯·悉尼·史密斯（英語：Charles Sydney Smith，1879年1月26日—1951年4月6日），英国男子水球运动员。他曾代表英国参加1908年、1912年、1920年和1924年夏季奥林匹克运动会水球比赛，获得三枚金牌。